# Marc Brustenga
Marc Brustenga (Santa Eulàlia de Ronçana, 4 september 1999) is een Spaans wielrenner.

## Carrière
Brustenga werd in 2016 27e in de junioreneditie van Parijs-Roubaix en kwam uit voor RH+-Polartec-Fundacion Contador. Van 2018 tot 2020 kwam hij uit voor het Franse VC La Pomme Marseille. Hij stapte in 2021 over naar de opleidingsploeg van Caja Rural-Seguros RGA. In 2021 nam hij deel aan het wereldkampioenschap bij de beloften maar wist de wedstrijd niet uit te rijden. Hij wist wel vijf overwinningen te behalen op de Spaanse kalender. In het seizoen 2020/21 nam hij deel aan het Spaans kampioenschap veldrijden bij de beloften en werd zevende, daarnaast reed hij nog enkele Spaanse veldritwedstrijden.
In 2022 kreeg hij een profcontract bij de Amerikaanse ploeg Trek-Segafredo. Na twee seizoenen maakte hij de overstap naar de Spaanse ploeg Equipo Kern Pharma.

## Overwinningen
2018
- GP Sant Pere-Perafort

2021
- Essor Basque
- Aiztondo Klasika
- Classica Isaac Galvez
- Vigo Copa de España
- 1e etappe Ronde van Galicië

## Resultaten in voornaamste wedstrijden
|      | \| Jaar \| Luik-Bast.‑Luik \| Clásica San Sebastián \| \| ---- \| --------------- \| --------------------- \| \| 2023 \| \| opgave \| \| 2024 \| opgave \| \| |                       |
| Jaar | Luik-Bast.‑Luik | Clásica San Sebastián |
| 2023 | | opgave                |
| 2024 | opgave |                       |

## Ploegen
- 2022 –  Trek-Segafredo
- 2023 –  Trek-Segafredo
- 2024 –  Equipo Kern Pharma
- 2025 –  Equipo Kern Pharma

Aberasturi · Baroncini · Bernard · Brambilla · Brustenga · Cataldo · Ciccone · Egholm · Elissonde · Gallopin · Gebreigzabhier· Hellemose · Hoelgaard · Hoole · Kamp · Kirsch · Liepiņš · López · Mollema · Mosca · Moschetti · Pedersen · Pellaud · Simmons · Skjelmose Jensen · Skujiņš · Stuyven · Theuns · Tiberi · Tolhoek · Vergaerde · Nys (stagiair) · Vacek (stagiair)
Aberasturi · Baroncini · Bernard · Brustenga · Cataldo · Ciccone · Elissonde · Gallopin · Gebreigzabhier · Hellemose · Hoelgaard · Hoole · Kirsch · Liepiņš · López · Mollema · Mosca · Nys · Mad.Pedersen · Simmons · Skjelmose · Skujiņš · Stuyven · Tesfatsion · Theuns · Tiberi (tot 28/4) · Tolhoek · Vacek · Vergaerde · Aebersold (stagiair) · Mar.Pedersen (stagiair) · Teutenberg (stagiair)
Agirre · H. Aznar · U. Aznar · Berrade · Brustenga · Castrillo · Cobo · Elosegui · Fernández · Galván · García Pierna · Gutiérrez · Iribar · Jaime · López · Marquez · Miquel · Parra · Retegi · Ruiz · Sánchez · Soto · Uriarte · van der Tuuk · Azanza (stagiair) · Carrascosa (stagiair) · Etxeberria (stagiair)